# Башня Ратуши (Выборг)
Башня Ратуши (швед. Rådstornet, фин. Raatitorni) — каменная четырёхугольная в плане башня, одна из двух сохранившихся боевых башен средневековой  городской стены (Выборгская улица, 13А).

## История
Построена в 1470-х годах вместе с прочими башнями оборонительной стены каменного города.
В 1470-х годах город, выросший на полуострове к востоку от Выборгского замка, был обнесён каменной стеной с 9 башнями длиной около 2 км. Башня Ратуши была единственной воротной башней юго-восточной части стены Каменного города. Название своё башня получила из-за того, что была построена или содержалась на деньги горожан.
В первоначальном виде башня представляла собой косоугольный в плане единый объем высотой 9,7 м (12,5 м до конька кровли), несколько вытянутый по продольной оси. Башня была сложена из гранитных валунов на известковом растворе и перекрыта двускатной черепичной кровлей, конек которой был вытянут по оси ворот. С двух сторон к башне примыкают прясла высотой 6,5 м и шириной 2 м — остатки разобранной крепостной стены. Северный фасад башни составлял с крепостной стеной одно целое, то есть она всем своим объемом выступала в «поле» для фланкирования ближайших участков стены. По вертикали башня была разделена на три яруса («боя»), перекрытых сводами. Самый нижний ярус — «подошвенный бой» — был проездным. Внутренняя каменная лестница в толще восточной стены вела на «первый бой», в котором имелись четыре бойницы (по две в каждом из уголов, обращенных в сторону «поля») и два выхода на прясла. Далее деревянная лестница вела на «второй бой» с пятью камерными амбразурами (по две в боковых стенах для ведения фланкирующего огня и одна в тыльной стене).
Въездной проём ворот имел в ширину 2,6 м. Проём, выходящий в «поле», имеет прямоугольную форму, а внутри башни — полуциркульную. Скорее всего, снаружи проезд перекрывался подъёмным мостом и воротами, которые запирались горизонтальным брусом.
С началом строительства бастионной Рогатой крепости стена и башни Каменного города утрачивают своё значение. Внешний проём в Башне Ратуши закладывают камнем (предположительно в 1595—1599 годах), оставив в кладке одну боевую амбразуру с деревянным упором для аркебузы.
После того, как башня окончательно утратила своё военное значение, её передали в ведение магистрата Выборгской ратуши. В башне устроили арсенал, где хранились оружие и боевые доспехи горожан, обязанных в случае необходимости участвовать в защите города.
В XVII веке башню стали использовать в качестве колокольни собора доминиканского монастыря (после Реформации — церкви Выборгского сельского прихода). Новое назначение постройки стало причиной последующих переделок, исказивших её первоначальный облик. В 1690-х гг. старая четырехугольная Башня Ратуши была надстроена из кирпича восьмигранным объемом (общая высота стен от уровня земли в приямке до карниза составляет 18 м). В XVIII в. башня трижды горела и вновь восстанавливалась. В ходе реконструкции 1794−1797 гг. башня приобрела высокий барочный шпиль, увенчанный флюгером в виде трубящего ангела.
После чего башня существенно не меняла своего облика. Во время реконструкции собора в 1820-х годах здесь хранилась вынесенная из него скульптура и церковная утварь.
Оригинальный деревянный шпиль башни был уничтожен в последний день советско-финской войны 1939−1940 г., 13 марта 1940 года. Много лет здание стояло пустым и без кровли. В 1952 году в башне начались первые ремонтно-восстановительные работы. Реставраторы соорудили временное шатровое покрытие и заделали деревянными щитами оконные проёмы. В законсервированном виде постройка стояла почти два десятилетия. В начале 1970-х годов реставрация продолжилась. В 1974—1984 годах по проекту архитектора И. Хаустовой была восстановлена барочная кровля, выполнены лестницы, восстановлены перекрытия и установлены оконные рамы. Однако здание простояло заброшенным, без подведённых инженерных коммуникаций до 1993 года. С 1997 года башня передана в аренду общине церкви Божьей Матери Державной и приспособлена под церковный музей.
В 2016 году башня передана Выборгскому объединённому музею-заповеднику, и в 2017—2018 годах проведены реставрационные работы для размещения музейной экспозиции. С 2020 башня открыта для посещения, внутри расположена экспозиция, посвященная истории средневековой городской стены Выборга, а также строительной истории Башни Ратуши.